# Boqueirão do Leão

Localización del municipio de Boqueirão do Leão.

Boqueirão do Leão es un municipio brasilero del estado de Rio Grande do Sul.
Se encuentra ubicado a una latitud de 29º18'14" Sur y una longitud de 52º25'46" Oeste, estando a una altitud de 518 metros sobre el nivel del mar. Su población estimada para el año 2004 era de 8.064 habitantes.
Ocupa una superficie de 274,68 km².
- Datos: Q1758759
- Multimedia: Boqueirão do Leão / Q1758759